# Molophilus maurus
Molophilus maurus là một loài ruồi trong họ Limoniidae. Chúng phân bố ở miền Cổ bắc.